# Personaggi di Claymore

## Personaggi principali

### Claire
Claire (クレア?, Kurea) è la protagonista. Perse tutta la sua famiglia da bambina per mano di uno Yoma, che decise di portarla con sé nei suoi vagabondaggi a mo' di copertura; continuamente minacciata e picchiata dal mostro Claire perse la facoltà di parlare, e solo l'intervento di Teresa la salvò dall'incubo di violenza in cui era precipitata. Da allora si rifiutò categoricamente di lasciare il fianco della guerriera, che finì volente o nolente con l'affezionarsi a lei. Alla morte di Teresa, l'unica ad averla mai trattata con umanità dopo la distruzione della sua famiglia, giurò a sé stessa di ottenere vendetta su Priscilla, diventando la prima nella storia dell'Organizzazione a diventare volontariamente una Claymore. Non solo, ma chiese anche di "mettere nel suo corpo la carne e il sangue di Teresa": venne accontentata. Claire è infatti l'unica tra tutte le guerriere ad avere avuto infusa la carne di una guerriera Claymore e non di uno Yoma. L'Organizzazione aveva subito acconsentito alla richiesta di Claire perché interessata al risultato di una simile procedura, ma l'esperimento non ebbe poi alcun seguito: difatti la ragazza si rivelò essere molto più debole della media delle altre guerriere.
All'inizio della storia è la numero 47, cioè l'ultima nella gerarchia e quindi anche la più debole di tutte. Durante la storia perderà il braccio destro per mano di Ofelia e verrà poi salvata da Irene, che le donerà l'unico braccio rimastole per consentirle di usare la tecnica della "Spada Fulminea" (nella versione italiana, "Spada di Luce"); durante lo scontro con Daf imparerà a usare la sua iper-sviluppata percezione dell'aura per schivare gli attacchi del risvegliato; apprenderà anche da Galatea una speciale tecnica in grado di riportare indietro una Claymore che avesse oltrepassato il limite (l'applicherà per salvare Jean). Durante il combattimento contro Riccardo, risveglia le sue gambe per acquisire la maggior velocità possibile; successivamente risveglierà anche le braccia e riuscirà a sconfiggerlo. Alla fine della battaglia si risveglierà quasi del tutto, ma verrà portata indietro grazie al sacrificio dell'amica Jean. Dopo la guerra del Nord imparerà lo stile della "Spada Tagliavento" in memoria di Flora.
Claire passerà i sette anni alla ricerca di Raki per le terre del nord. Trovando infine una traccia in alcune prigioni abbandonate. Consapevole che Raki si è diretto nelle terre centrali, decide di andare a cercarlo, seguita dalle sue altre compagne superstiti per portare a termine il piano di vendetta contro l'organizzazione. Uscite infine dalle terre dei ghiacci assistono a un gruppo di Claymore dell'organizzazione intento a fronteggiare l'ex. n.1 Riful. Ma ben presto l'abissale si mostra estremamente superiore. Claire e il suo gruppo intervengono salvandole dalla morte. Claire tuttavia decide di rimanere per chiedere informazioni a Riful su quello che accadde nella guerra del nord di sette anni fa. L'abissale spiega che sette anni fa assistette allo scontro di Easlay e Luisella, e che il re del nord ormai prostrato dalla battaglia poteva essere un'opportunità per ucciderlo. Ma Riful si fermò quando si trovo di fronte Priscilla, scoprendo così la sua forza schiacciante e che Easlay l'aveva ingannata per evitare che scoprisse troppo tardi questo segreto e che Riful stringesse alleanza con Luisella per avere una possibilità di sconfiggerla. Propone infine a Claire un'alleanza per un piano segreto, Claire tuttavia rifiuta e fugge. Si dirige infine alla città santa Rabona, avvertendo uno yoki pericoloso al suo interno, decidono di intervenire per difenderla.
È doppiata in giapponese da Hōko Kuwashima e in italiano da Renata Bertolas e da Arianna Talamona da bambina.

### Raki
Raki (ラキ?, Raki) è un giovane ragazzo che ha perso la sua famiglia a causa di un demone divoratore e segue ora la Claymore lungo il suo cammino. Il suo destino è stato identico a quelle delle Claymore. Porta sempre con sé una spada proveniente da Rabona e regalatagli da Gark e da suo fratello Sid, due armigeri suoi amici, con la promessa di diventare forte e valoroso così da proteggere Claire. È Raki che riesce, dopo lo scontro con lo yoma all'interno della cattedrale di Rabona, a riportare indietro dal suo limite Claire, facendo leva sui propri sentimenti nei confronti della guerriera (Raki è infatti segretamente innamorato della mezzo demone dal primo momento che si conobbero). Si separa dalla sua compagna di viaggio poco tempo dopo, nel tentativo di Claire di salvarlo dalla furia della feroce Ofelia tramutatasi in Risvegliato. Prima di separarsi, Claire bacia dolcemente Raki come promessa di ritrovarsi. Da allora Raki si dedica anima e corpo a ritrovare l'amica, aggrappandosi testardamente alla promessa di rincontrarsi che si erano solennemente scambiati. Nel suo peregrinare si spinge fino alle estreme terre del Nord, dove finisce con lo stringere amicizia con l'Abissale Easley e la risvegliata Priscilla.
Sette anni dopo la guerra del Nord Raki, divenuto oramai un uomo fatto, fa la sua comparsa al fianco di Priscilla. Addestrato nell'uso della spada nientemeno che da Easley e tanto abile da uccidere uno Yoma, è ancora e sempre alla ricerca di Claire. Nel risveglio di Luisella e Raffaella, verrà ferito da uno dei suoi parassiti. Dae e i suoi subordinati lo trovano infine e lo scortano all'organizzazione per studiarlo. Troveranno infine il braccio di Priscilla impiantato sulla sua schiena che impediva al parassita di divorarlo. Viene infine rinchiuso in una cella. Durante la rivolta delle guerriere dell'organizzazione riuscirà a evadere e mettendo in atto il suo allenamento di guerriero combatterà contro i subordinati dell'organizzazione permettendo alle giovani reclute Claymore di fuggire. Incontra infine Miria e le altre chiedendo loro dove sia Claire. Scopre così che Claire si trova presso Rabona, rinchiusa con Priscilla in un bozzolo costituito da una massa di Yoki. Inoltre Deneve, denudando la parte superiore del proprio corpo, mostra a Raki che tipo di "ferita" perenne sia impressa in ogni Claymore. Raki tuttavia non si scompone più di tanto, e decide di andare in città per salvarla. Giunto infine davanti al bozzolo, profondamente commosso, rammenta a Claire i momenti che aveva passato con lei, ribadendo tra le lacrime di volere stare solo con lei e nessun'altra. Claire, sentendo la sua voce, esce dal bozzolo e i due si riabbracciano per essersi ritrovati dopo tanto tempo.
Dopo aver liberato Claire, Raki e il gruppo delle altre Claymore, si dirige a Rabona; durante il combattimento, contro Priscilla sotto il controllo della fusione, alcuni risvegliati nel combattimento vengono sbalzati in mezzo alla città e in preda alla fame, si apprestano a divorare i soldati rimasti. Approfittando della confusione, Chronos e Lars, ultimi superstiti della generazione maschile si presentano davanti a Raki. Chronos incuriosito dalla sua fisionomia e dal suo modo di combattere, intuisce che è uno stile di un Claymore, domandando infine chi gli ha insegnato a usare la spada. Raki spiega infine, che Easlay è stato il suo maestro, per sette anni si è allenato insieme a lui. Col passare del tempo, Raki cominciò a intuire che non fosse umano. Passati infine sette anni, si separarono. Raki percepì che Easlay pareva di essere stato messo alle strette e che li allontanò apposta per non farli coinvolgere. Chrono spiega infine che Easlay non era altri che il vecchio n.1 della generazione maschile e che ormai è morto sotto le armi dell'organizzazione. In quel momento giungono Claire e le sue compagne pronte ad attaccare nel caso avessero minacciato Raki. Chronos prima di congedarsi commenta a Raki che con la sua tecnica di spada, lui potrebbe fare la differenza nello scontro imminente contro Priscilla.
Mentre è in corso il combattimento per bloccare Cassandra, Raki si presenta davanti a Priscilla, rammentandole di essere venuto per mantenere una promessa fatta in passato. Viene mostrato così un flashback di Raki che si allenava con Easlay: L'ex. n.1 cominciò a comprendere il pericolo di Priscilla e dello stato in cui versava, poiché durante il sonno, inconsciamente la sua parte umana, implorava che qualcuno la uccidesse. Easlay insegnò dunque a Raki una tecnica di spada segreta per portela uccidere. Priscilla tuttavia intuisce subito il suo intento e lo ferisce gravemente. Sul posto giunge Claire avendo percepito il pericolo che il ragazzo correva. Dopo avere medicato Raki, Claire insieme alle sue compagne con i risvegliati rimasti e Cassandra iniziano a fronteggiare Priscilla per fermarla definitivamente. La risvegliata non sembra tuttavia risentire dello scontro.
Tabhata viene dilaniata nello scontro per poi morire poco dopo avendo capito che Miria e le altre del gruppo stavano cercando di distrarla per permettere a Tabhata di colpirla unica guerriera rimasta delle sette a non avere liberato il proprio yoki per i sette anni.
Claire in preda all'odio scatta verso di lei usando la spada di Luce di Irene per ucciderla. Priscilla tuttavia para l'attacco con enorme semplicità, ma Raki, approfittando della confusione arriva alle spalle di Priscilla trapassandole la gola. Rammentando ciò che in passato gli disse Easlay: quando sarebbe stato ferito da Priscilla, la sua totale coscienza su di lui sarebbe stata annullata, dandogli così l'opportunità di coglierla di sorpresa, permettendo una breve distrazione per permettere a Claire di usare la Spada di luce. Chronos ammette compiaciuto che quel colpo è stato l'ultimo insegnamento datogli da Easlay. Nonostante l'attacco, Priscilla è ancora viva anche se ferita gravemente, e in preda alla fame divora Cassandra e i risvegliati rimasti. In quel mentre, Claire risveglia Teresa dentro di lei che ne prende infine il suo aspetto. Teresa accarezza la testa di Raki per poi dargli un colpetto in testa, commentando che la fa innervosire, il fatto che la castità di Claire possa essere presa da lui. Raki assiste infine alle altre Claymore il combattimento finale contro Priscilla. Teresa mostra all'istante una forza superiore a Priscilla, ma desiderosa di voler combattere al pieno delle sue forze, lascia temporaneamente il campo di battaglia.
Davanti a Teresa, Raki ammette che è lei quella che Priscilla cercava per poter essere uccisa.
Teresa spiega infine che la battaglia di prima contro Priscilla l'hanno vinta Claire, Raki e le sue compagne, e che la Priscilla che hanno di fronte adesso, non è altro che un ammasso di kioky senza più controllo.
Teresa riprende lo scontro per poi risvegliarsi eliminando così definitivamente Priscilla liberandola infine dall'odio che la imprigionava.
A fine battaglia, Claire ritornata normale dopo l'addio di Teresa, porge la mano a Raki sorridendo serena per la prima volta, andando a vivere insieme. Nel finale Raki e Claire vanno a trovare Irene sopravvissuta contro Raffaella, felice di vedere che sono tornati.
È doppiato in giapponese da Motoki Takagi e in italiano da Andrea Oldani.

### Louvre
Louvre (ルヴル?, Ruvuru), detto anche Rubel o Luvr, è un uomo magro e pallido vestito di scuro. Anche se viene rappresentato uguale in tutto il corso del manga, in realtà le lievi differenze sul suo volto determinate dall'aumento del numero di rughe fanno notare il suo processo d'invecchiamento. Porta occhialini tondi, indossa abiti e cappello nero, ha un sorrisino congelato sulla faccia e un macabro senso dell'umorismo. Suo compito principale sembra essere quello di tenere costantemente sotto controllo le varie guerriere a lui di volta in volta affidategli (in particolare Claire e Miria) e di riscuotere i soldi per l'Organizzazione a missione conclusa. Apparentemente, tutti i membri maschi dell'Organizzazione sembrano avere nomi presi dai più importanti e famosi musei del mondo. Quando Teresa venne uccisa da Priscilla, poco dopo Claire si presentò a lui per ereditare il sangue e le carni di Teresa e diventare così una Claymore. Fu dunque Louvre ad accompagnare Claire all'organizzazione per far esaudire il suo desiderio. Si scopre infine che Louvre è una spia dell'esercito nemico. Infiltrato per distruggere l'organizzazione dall'interno e impedire che vengano fatti nuovi miglioramenti sulla possibilità di creare la guerriera perfetta. Louvre era a conoscenza che Claire, Miria, Helen e Deneve erano riuscite a ritornare umane nonostante avessero superato il limite. Temendo che l'organizzazione ne venisse a conoscenza, ritenendole un potenziale progetto di studio per creare la guerriera perfetta, insabbiò l'accaduto e diede false informazioni di caccia a Miria e le altre, portandole sulle montagne per finire uccise dal risvegliato anche se alla fine il suo piano fallirà. Stringerà poi una muta collaborazione con la numero 6 Miria, poiché lei aveva già intuito che il mondo in cui si trovava celava delle verità, decidendo infine di rivelarle la verità dell'altro continente e della guerra centenaria contro i risvegliati e i pelle di drago. Assisterà insieme a Dae al risveglio di Priscilla uscita del bozzolo della fusione e allo scontro con l'entità dalle fattezze di Riful.
Dopo la vittoria di Priscilla, questa attaccherà e sbranerà Dae, Louvre batterà il ritirata per raggiungere la riva per tornare nel continente esterno, per riferire le informazioni dell'accaduto sull'isola.
Quando il combattimento definitivo contro Priscilla giunge al termine, viene bloccato dalle attuali gemelle novizie Claymore che lo fanno passare per ordine di Miria avvertendolo di riferire all'esercito dei Discendenti dei Draghi; che loro non intendono partecipare a una guerra che non è loro, e che si fossero azzardati ad attaccarle, le Claymore avrebbero impugnato le spade per ucciderli. Louvre sghignazza confermando che riferirà il messaggio, affermando che le guerriere più forti di quelle terre sono le Claymore.
È doppiato in giapponese da Hiro Yūki e in italiano da Gianluca Iacono.

### Teresa
Teresa (テレサ?), anche conosciuta con il nome di Teresa del Sorriso (微笑のテレサ?, Bishō no Teresa) grazie al suo talento nell'eliminare gli Yoma senza alcuno sforzo apparente e quasi con un sorriso sulle labbra, è una delle più potenti "Numero 1" nella storia dell'Organizzazione. È in grado di eliminare qualsiasi nemico senza rilasciare la propria forza demoniaca e inoltre è in possesso dello yoki più potente nella storia (con il solo 10% della forza è in grado di superare e sconfiggere un abissale). È una Claymore senza emozioni né sentimenti di sorta.
Quand'era ancora una bambina i suoi genitori la vendettero all'Organizzazione. Fin da giovane Teresa mostrò delle grandi potenzialità, tanto che i suoi superiori le assegnarono subito una cifra sola, nonostante la sua giovane età. Partecipò al massacro della collina di Rockwell per epurare l'attuale N.1 Histerya l'elegante che si era ribellate all'organizzazione sapendo di essere ormai prossima al risveglio. Rosmery in quel tempo la N.4 riuscì infine a sconfiggerla ma fu Teresa a infliggerle il colpo che indebolì Histerya permettendo così a Rosmery di epurarla. Appena entrata nel gruppo delle Claymore attive diventa di fatto la "Numero 1", causando così la retrocessione di Rosemary. Poco dopo Teresa riceve una "lettera nera" da parte sua, ma quando la giovane guerriera si dirige nella sua direzione per incontrarla, scopre che in realtà è stato tutto un inganno predisposto dalla stessa Rosemary che tenta in questo modo di vendicarsi del fatto che Teresa gli abbia così facilmente soffiato il primo posto nella scala delle migliori guerriere: Rosemary si risveglia mostrando una forza straordinaria, ma Teresa strappa via un braccio alla risvegliata e, liberando una piccola parte del proprio yoki, uccide all'istante l'avversaria.
Per difendere la piccola Claire, che ha preso a seguirla, da una banda di banditi che vorrebbe violentarla, Teresa si trova a violare una delle regole fondamentali dell'Organizzazione, cioè il divieto assoluto di uccidere esseri umani, in quanto, stravolta dall'ira, li massacra senza lasciarne vivo nessuno. L'Organizzazione prende seri provvedimenti, inviando immediatamente una squadra per eliminare Teresa composta dalle migliori Claymore dopo la stessa Teresa, ovvero Priscilla, Irene, Sophia e Noel. Nonostante la capacità di occultamento dello Yoki di Priscilla e le tecniche speciali utilizzate dalle altre, Teresa riesce a sconfiggerle tutte e quattro in una volta sola. Ma la giovane Priscilla, stravolta dall'ira non si dà per vinta e la rincorre, fino ad avvicinarsi pericolosamente al limite del Risveglio: mentre Teresa cerca di eliminarla fintanto che la ragazza ha ancora una coscienza umana, Priscilla si risveglia del tutto e con un colpo fulmineo riesce a decapitare Teresa. In seguito Claire ottiene dall'Organizzazione di diventare una Claymore utilizzando il sangue e le carni di Teresa, per questo motivo Teresa continua a vivere dentro di lei e viene risvegliata nello scontro contro Priscilla.
È doppiata in giapponese da Romi Paku e in italiano da Dania Cericola.

### Priscilla
Priscilla (プリシラ?, Purishira), detta "l'Unicorno", è un Claymore tra i protagonisti della serie. Venne reclutata molto giovane tra tutte le aspiranti Claymore, e si dimostrò la nuova candidata a essere la migliore in assoluto scalando in pochissimo tempo la graduatoria fino al "Numero 2"; la stessa Teresa affermerà che le sue capacità latenti potrebbero presto superare addirittura le proprie. Fu in seguito reclutata per far parte del gruppo che avrebbe dovuto eseguire la condanna di Teresa assieme a Noel, Sofia e Irene, ma furono inizialmente tutte battute. Per la rabbia e la frustrazione conseguite, Priscilla finì per scatenare la propria forza diabolica, ma essendo ancora troppo giovane non riuscì a controllarsi e non seppe più trattener lo Yoki, trasformandosi così in una "risvegliata" e decapitando Teresa.
Dopo questi eventi il suo stato mentale retrocede sempre più verso l'infanzia, a un livello talmente alto da far sì che si aggiri per i villaggi piangente come fosse alla ricerca dei genitori perduti. Quando si scontra con Easley, egli intuisce il formidabile potere di Priscilla e la prende sotto la sua ala protettiva. Successivamente, nel viaggio verso la città di Pieta, affiderà Priscilla a Raki, essendosi lei affezionata a quest'ultimo. Nel lasso di tempo in cui sta con Raki non si ciba più di esseri umani, per cui si rimpicciolisce fino a raggiungere la statura di una bimba. Rimane accanto a lui per tutti i sette anni successivi alla grande guerra del Nord. Nella battaglia finale, Teresa viene risvegliata da Claire e avvia uno scontro con Priscilla. Messa alle strette, Priscilla riesce a far riemergere la sua parte umana e implora infine Teresa di liberarla, uccidendola. Priscilla chiede infine scusa a Teresa, ma lei afferma di non provare odio nei suoi riguardi in quanto sono state entrambe guerriere e compagne che hanno incrociato le spade. Priscilla si dissolve e sul terreno cresce una distesa di fiori.
Nell'anime, gli eventi di Priscilla sono alquanto differenti: non possiede la forza ineguagliabile al di sopra degli abissali. Infatti nella lotta contro Easlay stavolta viene sconfitta e il re del nord decide di tenerla con sé come compagna. Claire giunta al nord, viene percepita da Priscilla che iniziano a riemergergli i ricordi. Scontrandosi infine nel cratere di un vulcano, Priscilla mostra un'ulteriore trasformazione, in quanto si scopre non si era risvegliata del tutto. Claire risvegliato i suoi arti riesce infine sopraffarla. Pronta a darle il colpo di grazia viene fermata da Raki in quanto Priscilla è una vittima degli yoma come tutti loro. Easlay la recupera in quel momento portandola in salvo salutando infine i presenti e che si incontreranno nel prossimo futuro.
È doppiata in giapponese da Aya Hisakawa e in italiano da Jolanda Granato.

## Guerriere della generazione di Teresa

### Irene
Irene (イレーネ?, Irēne), detta anche Ilena, è la "Numero 3" (ex numero 2), preceduta solo da Teresa e Priscilla. È conosciuta per la velocità con cui maneggia la spada, il che le è valso l'appellativo di "Irene spada fulminea" ("Irene spada di luce" in italiano); questa tecnica consiste nello sfoderare la spada, colpire mortalmente e poi immediatamente rinfoderarla senza che se ne percepisca nemmeno il movimento. Viene ferita gravemente e privata del braccio sinistro da Priscilla appena divenuta un Risvegliata, ma riesce fortunatamente a salvarsi. Dopo, presa dalla paura, abbandonò definitivamente l'organizzazione facendo perdere le sue tracce, decisa ormai a non volere più combattere. Per lungo tempo Irene, riuscì a rimanere nascosta all'organizzazione avendo imparato a cancellare la sua aura. Percependo uno yoki familiare, decide infine di seguirlo che la porta a Claire in balia della follia omicida di Ofelia dell'Onda, l'attuale numero 4 dell'organizzazione. Irene sfoggiando la sua spada di Luce riesce a ferire gravemente Ofelia, facendola ritirare. Soccorsa Claire, la porta infine a casa sua fra le montagne. Ripresasi dalle ferite, Irene comprende che Claire era la bambina che tempo fa stava insieme a Teresa, ammettendo di essere sorpresa nel rivederla cresciuta diventando per di più una guerriera. Percependo in lei la presenza di Teresa, domanda infine a Claire perché avesse scelto di diventare un mezzo demone. Essendo sopravvissuta, avrebbe potuto vivere come un'umana dimenticando tutto quello che era accaduto. Claire replica che fu impossibile, in quanto Teresa era stata la speranza che le ridiede un senso alla sua vita, dopo la distruzione della sua famiglia. Perdendo tutto per ben due volte, Claire non poté più accettare di vivere nel mondo umano e scelse di andare avanti per la strada della vendetta. Irene ammette infine di comprenderla in quanto anche lei in passato dovette scegliere se andare avanti oh di tirarsi indietro. Irene aiuta infine Claire nella sua vendetta insegnandole la spada di luce, donandogli il suo braccio superstite, rendendola così erede della propria tecnica speciale di combattimento. Viene poi presumibilmente eliminata da Raffaella, inviata a cercarla, anche se né nel manga né nell'anime è mai mostrata né fatta capire chiaramente la sua morte. Alla fine del manga verrà raggiunta da Claire e Raki e si scoprirà essere ancora viva. Claire con le conoscenze acquisite dalla mente di Raffaella, comprende che Irene è sopravvissuta ancora una volta grazie alla sua forte fibra, avendo anche col tempo rigenerato il braccio che aveva infine reciso per darlo a Claire.
È doppiata in giapponese da Minami Takayama e in italiano da Marina Thovez.

### Sofia
Sofia (ソフィア?, Sofia) è la "Numero 4" del suo tempo e compare nell'arco narrativo di Teresa, essendo parte della squadra mandata a eseguire la condanna capitale contro Teresa. La sua abilità è basata principalmente sulla forza bruta, caratteristica che le fa valere il soprannome di "Sofia dalla forza straordinaria". Viene assassinata assieme a Noel da Priscilla mutatasi in mostro.
È doppiata in giapponese da Megumi Toyoguchi e in italiano da Elisabetta Spinelli.

### Noel
Noel (ノエル?, Noeru) è la "Numero 5" del suo tempo e compare nell'arco narrativo di Teresa, facendo parte anche lei della squadra mandata a caccia di Teresa. Noel è in eterna competizione con la compagna Sofia per stabilire chi delle due sia effettivamente la migliore; sembra difatti che le loro abilità siano quasi esattamente allo stesso livello e non viene pertanto rivelato quale delle due sia effettivamente la numero 4. Sofia e Noel sono molto simili tra loro, nonostante le significative differenze nei rispettivi stili di combattimento. Noel è conosciuta per la sua destrezza ed è pertanto soprannominata "Noel l'agile": viene uccisa da Priscilla risvegliata mentre tentava di proteggere Irene ed è l'unica che riesce a tagliarle un braccio.
È doppiata in giapponese da Junko Takeuchi e in italiano da Gea Riva.

### Hilda
Hilda (ヒルダ?, Hiruda) è stata la "Numero 6" della generazione di Miria (all'epoca Numero 17), nonché senpai e affezionata amica della medesima, come raccontato da lei stessa nell'episodio 11 dell'anime e nel capitolo 30 del fumetto. Capendo di essere giunta al limite cercherà di recapitare a Miria la propria cartella nera, ma sarà intercettata da Ofelia e quindi lasciata all'inevitabile risveglio. Ofelia quindi farà in modo di fare decapitare l'amica dalla stessa Miria senza rivelarle che si tratta proprio della ex compagna.
È doppiata in giapponese da Komina Matsushita e in italiano da Giulia Franzoso.

## Guerriere della generazione di Claire

### Galatea
Galatea (ガラテア?, Garatea) è la "Numero 3" della sua generazione. Detta "Galatea dagli occhi divini", possiede un particolare potere mentale che le permette di percepire gli yoki a grandissima distanza con un margine di errore molto scarso; inoltre, è in grado di sintonizzarsi con l'aura dei nemici stessi e influenzarne le mosse. In un'occasione salva Claire dal risveglio impedendole di perdere completamente il controllo e le insegna a gestire bene il suo potere. Dopo la fine della guerra del Nord, si nasconderà agli occhi dell'Organizzazione a Rawona vestendo i panni di una suora, e per non farsi riconoscere si ferirà volutamente agli occhi divenendo pertanto irrimediabilmente cieca ma aumentando ulteriormente il suo potere. Imparerà la tecnica della condivisione dell'anima solo dopo averla vista utilizzare una volta da Alisia e Beth, e sarà in grado di utilizzarla per causare il temporaneo risveglio di Miata.
È doppiata in giapponese da Ai Orikasa e in italiano da Debora Magnaghi.

### Ofelia
Ofelia (オフィーリア?, Ofīria) è la feroce "Numero 4", famosa per la sua crudeltà e spietatezza: prende la vita degli altri come fosse un gioco e per questo è temuta anche dalle altre Claymore. Si definisce da sola come Ofelia dell'Onda (漣のオフィーリア?, Sazanami no Ofīria) per via della sua tecnica di spada che, facendo vibrare e ondulare la lama in tutta la sua lunghezza sembra muoversi come un serpente acquatico senza che si possa intuire la direzione dei colpi. Come affermato da lei stessa, non possiede un soprannome ufficiale poiché nessuno a cui rivela il proprio appellativo sopravvive per poterlo raccontare.
Nella sua prima apparizione è messa in coppia con Claire per una caccia al "Risvegliato". Qui compare in tutta la sua perfidia, quando taglia le gambe a Claire proponendole un gioco: Claire si dovrebbe riattaccare gli arti inferiori, mentre lei combatte contro Raki. Più passa il tempo più Ofelia intensifica i colpi: se Claire ci mette troppo poco per riattaccarsele sarà inutile e le gambe si non salderanno come si deve, se invece ci mette troppo Ofelia ucciderà Raki. Ma Claire riuscirà a rigenerare le ferite ricongiungendosi gli arti e a salvare Raki, svignandosela con il ragazzo mentre Ofelia viene occupata nella lotta col Risvegliato che avrebbero dovuto abbattere insieme. Claire subito dopo si separerà da Raki per affrontare da sola Ofelia che la sta inseguendo: nel loro secondo scontro Claire perde il braccio destro e anche la mano sinistra. Ma mentre quest'ultima riuscirà a riattaccarsela, il braccio verrà distrutto da Ofelia. Prima che possa uccidere Claire viene fermata e ferita gravemente da Irene, comparsa all'improvviso dal nulla nel folto della foresta. Incapace di accettare una sconfitta così indecorosa, Ofelia si risveglia e diventa un gigantesco mostro dalla forma di serpente. Verrà sconfitta da Claire mentre si trova ancora in stato confusionale, incapace di rendersi conto d'essersi risvegliata e ricordando il fratello ucciso da Priscilla: un attimo prima della fine, riacquista temporaneamente la propria coscienza umana e diventa quasi amichevole con l'avversaria.
È doppiata in giapponese da Emi Shinohara e in italiano da Jenny De Cesarei.

### Raffaella
Raffaella (ラファエラ?, Rafaera) è la "Numero 5". Ha cancellato la propria forza diabolica dopo averla celata per tanti anni, caratteristica considerata come una sua vera e propria tecnica che la rende ideale per svolgere le varie missioni di spionaggio dell'Organizzazione. In passato è stata la "Numero 2" quando il podio era occupato dalla sorella Luisella, della quale era incaricata di mantenere il cuore umano attraverso la tecnica di condivisione dell'anima. Il fallimento dell'operazione causò il risveglio della sorella nei pressi della sede dell'organizzazione causandone quasi la disfatta; per ricordare questi avvenimenti, Raffaella decide di non rigenerare l'occhio destro e sarà radiata dall'Organizzazione. Per un certo periodo rimarrà senza grado di riconoscimento, ma dopo la morte di Teresa le verrà ri-assegnato d'ufficio il "Numero 5" (in precedenza era la Numero 2). Raffaella riuscirà infine a incontrare e a uccidere Luisella dopo lo scontro di quest'ultima contro Easlay, ma le due inaspettatamente si fonderanno diventando così prede e cavie per gli esperimenti di Riful. Dopo aver trasmesso le proprie emozioni a Claire, avremo tramite lei sfoggio delle sue precedenti tecniche; utilizzava molto i calci ed era molto agile, e sappiamo che aveva lo stesso potere della sorella e quindi di una numero 1.
Doppiata in giapponese da Satsuki Yukino e in Italiano da Gea Riva

### Miria
Miria (ミリア?, Miria), detta anche Milia, è a capo del gruppo formato da Claire, Helen e Deneve incaricato di eliminare un demone definito "Yoma vorace", ma che si scoprirà poi essere invece un risvegliato maschio. Lei è la "Numero 6", quindi la più forte del gruppo. Riesce ad aumentare enormemente la sua velocità — sia pure solo per un attimo — e per questo viene chiamata Miria del Miraggio (幻影のミリア?, Gen'ei no Miria). Sospetta molto presto dei suoi superiori perché hanno assegnato alla sua squadra una missione di livello troppo alto, apparentemente suicida; ritiene inoltre che l'Organizzazione abbia qualche occulto segreto da nascondere. Il suo odio verso l'organizzazione si scatenò quando Miria uccise una risvegliata, scoprendo solo dopo che si trattava della sua amica Hilda, a cui teneva molto, entrare insieme a Staph e che l'organizzazione non le disse nulla della sua reale identità. Dopo tale tragico evento, Miria, mantenendo le apparenze iniziò a fare indagini sull'organizzazione, non potendo più fidarsi di quello che dicevano. Dopo il massacro delle Claymore a Pieta decide di continuare a investigare sulle trame nascoste dell'Organizzazione e tentare di distruggerla dall'interno; sospetta anche dell'esistenza di un altro immenso Continente al di là del grande mare, in cui l'organizzazione adopera i risvegliati come spietate armi belliche. Sette anni dopo porterà a compimento il suo piano di distruzione dell'organizzazione grazia all'alleanza con le guerriere in carica e perfezionerà un nuovo miraggio che necessita di un utilizzo dello yoki oltre il limite ordinario. La potenza di Miria è molto superiore a quella delle altre guerriere sopravvissute ed è comparabile a quella di Claire.
È doppiata in giapponese da Kikuko Inoue e in italiano da Lorella De Luca.

### Eva
Eva (エバ?, Eba) è la Numero 7 della sua generazione e comanda il gruppo che per primo si dirige nelle terre del Nord; viene colpita a morte prima dell'arrivo delle compagne a Pieta.

### Flora
Flora (フローラ?, Furōra), detta Flora tagliavento (風斬りのフローラ?, Kazekiri no Furōra), "Numero 8" della generazione di Claire. Ha una tecnica di spada rapida, simile all'arte marziale dello iaidō e consistente nello sfoderare, colpire e rinfoderare la lama alla velocità del lampo, dalla forza e precisione superiori alla tecnica di Claire, ma con minor velocità. Questa tecnica è detta appunto "spada tagliavento". Viene uccisa da Riccardo durante il massacro delle Claymore nella città di Pieta. La sua tecnica di combattimento viene ripresa e perfezionata negli anni a venire da Claire.
È doppiata in giapponese da Miyu Matsuki e in italiano da Ludovica De Caro.

### Jean
Jean (ジーン?, Jīn) è la "Numero 9" del suo tempo. Ha una stoccata micidiale, derivata dalla sua capacità di avvitare il proprio braccio fino a 21 volte su sé stesso e scagliare poi l'attacco come fosse una trivella. Catturata da Riful per venire risvegliata a forza, viene salvata da Claire. Verrà gravemente ferita da Riccardo durante il massacro delle Claymore nella città di Pieta ma, prima di morire, donerà la sua vita a Claire per permetterle di riacquistare la propria forma umana che stava per perdere definitivamente.
È doppiata in giapponese da Kotono Mitsuishi e in italiano da Benedetta Ponticelli.

### Undine
Undine (オンヂネ?, Ondine) è la "Numero 11" della sua epoca. Non rientra nelle dieci migliori Claymore — quelle a una cifra — ma è comunque molto potente; fa sempre mostra di muscoli possenti ed, unica tra tutte, usa due spade. In realtà mantiene sempre quel carattere esteriore e utilizza due spade per diventare la più forte in memoria di una sua cara amica, morta per difenderla quando era ancora solo una novellina indifesa e si affidava sempre agli altri. A seguito di questa disgrazia ha sviluppato un carattere arrogante e solitario che la spinge ad attaccare senza tregua i nemici, anche se evidentemente più forti di lei. Viene eliminata da Riccardo in quanto leader del quarto gruppo, assieme a Flora (leader del secondo), Veronica (leader del quinto) e Jean (leader del terzo), che viene però solo ferita. Deneve prende la sua spada per continuare il suo sogno.
È doppiata in giapponese da Rie Ishizuka e in italiano da Cristina Giolitti.

### Veronica
Veronica (ベロニカ?, Beronika) è la guerriera "Numero 13", caposquadra del quinto gruppo di Claymore assegnato alla città di Pieta prima dell'assalto da parte dell'esercito dei Risvegliati guidati da Easley. È molto rapida e precisa nei colpi diretti. Viene eliminata per prima dagli artigli di Riccardo nella sua forma risvegliata di gigantesco leone bipede.
Doppiata in giapponese da Akeno Watanabe e in italiano da Loretta Di Pisa

### Cinzia
Cinzia (シンシア?, Shinshia) è la "Numero 14". A Pieta è nella stessa squadra di Veronica e non sembra darsi pace del fatto che l'amica sia morta da sola mentre lei è invece riuscita a scampata al massacro: è una delle sette Claymore che si salvano dalla grande battaglia del Nord e che poi disertano assieme a Claire. In seguito farà coppia fissa con Yuma. Ha una personalità allegra e premurosa, accompagnando anche da un certo punto poi Claire nella sua ricerca di Raki, ma continuerà a rimproverarsi di non essere riuscita a proteggere la caposquadra Veronica che aveva solo un numero sopra al suo.
Doppiata in giapponese da Miho Miyagawa e in italiano da Federica Valenti

### Deneve
Deneve (デネヴ?, Denevu) è la "Numero 15" della sua epoca, come sua abilità peculiare ha quella di avere un forte potere di rigenerazione. Generalmente viaggia sempre in coppia con Helen, di cui è compagna fedele. Dopo il massacro della Claymore nella città di Pieta, in memoria della sua defunta caposquadra Ondine, adopera due spade Claymore. Dopo il salvataggio di Claire decide di allenarsi con costanza assieme a Helen per poter diventare sempre più forte e poter così infine partecipare alla distruzione dell'Organizzazione. Insieme a Helen è la più potente del gruppo dopo Claire e Miria.
È doppiata in giapponese da Hana Takeda e in italiano da Tania De Domenico.

### Helen
Helen (ヘレン?, Heren) è la "Numero 22" del suo tempo. Ha un carattere apparentemente grossolano e aggressivo, ma nei fatti si dimostra una buona collega; possiede braccia allungabili e rigenerabili e generalmente è in compagnia di Deneve. È colei che Claire aveva scelto per essere eliminata prima del risveglio a Pieta, cosa che Helen non è riuscita a fare a causa di Jean. Dopo il salvataggio di Claire decide di allenarsi assieme a Deneve per diventare più forte e distruggere l'Organizzazione, imparando a usare la tecnica d'attacco avvitato di Jean, combinandola con la propria abilità di estendere le braccia. Helen è gelosa nel vedere Raki e Claire insieme, per il rapporto che li unisce.
È doppiata in giapponese da Miki Nagasawa e in italiano da Alessandra Karpoff.

### Tabitha
Tabitha (タバサ?, Tabasa) è la Numero 31. Viene assegnata alla squadra di Miria durante la battaglia di Pieta ed è una delle sette guerriere che si salvano dal feroce scontro. Si riparerà a Rawona assieme a Miria e Galatea. Guiderà infine le compagne fino alla sede centrale dell'Organizzazione nel tentativo di liberare Miria fatta prigioniera. Perirà per mano di Priscilla, fallendo nel tentativo di trafiggerla silenziosamente come unica guerriera che non ha mai liberato il proprio yoki dopo sette anni.
Doppiata in giapponese da Akeno Watanabe

### Yuma
Yuma (ユマ?, Yuma) è la Numero 40. Fa parte della squadra di Miria assieme a Cynthia durante la battaglia di Pieta ed è una delle sette guerriere che riescono a salvarsi la vita. Anche dopo i successivi sette anni di duro allenamento si sente ancora insicura e debole rispetto alle più esperte compagne, ma nonostante possieda un piccolo yoki sarà sorpresa lei stessa degli enormi progressi compiuti dopo sette anni.

## Guerriere della generazione di Clarice

### Alisia
Alisia (アリシア?, Arishia) è la "Numero 1" già dai tempi di Claire. Insieme alla sorella gemella Beth (Numero 2), è un nuovo tipo di Claymore prodotto dagli esperimenti dall'Organizzazione sulla falsariga di quanto incominciato con Raffaella e Luisella. Mentre la sua mente si trova sotto il controllo della sorella, è in grado di risvegliarsi completamente, ottenendo la forza di un abissale con la possibilità però di tornare umana. La sua personalità individuale però, a seguito del particolare allenamento, risulta quasi annullata. Numero uno di due generazioni, è stata "completata" e portata al 100% nell'arco di parecchi anni, in quanto le gemelle erano state acquistate dall'organizzazione ai tempi in cui Teresa era una recluta. Verrà mandata in missione una sola volta a seguito della morte di Easley per sconfiggere Riful; purtroppo a causa prima della corruzione di Beth da parte della fusione di Luisella e Raffaella e poi dall'arrivo di Priscilla, perirà nello scontro con la risvegliata. Nonostante l'annullamento della coscienza in tenera età, vedendo la sorella in difficoltà contro Priscilla, non esiterà a risvegliarsi per proteggere Beth e diventare quindi una nuova abissale. Oltre alla potenza da risvegliata, possiede un'abilità tecnica talmente elevata da permetterle di prevalere su Riful anche senza l'utilizzo dello yoki. Il suo soprannome è Alisia la Nera (黒のアリシア?, Kuro no Arishia), dato dal colore in cui lei e Beth vestono e che le rappresenta nell'annientamento istantaneo di ogni nemico che si para loro davanti.

### Beth
Beth (ベス?, Besu) è la guerriera Numero 2 e gemella di Alisia. Nella tecnica di condivisione della mente a lei è toccato il compito più delicato e arduo; farsi carico dell'anima della sorella mentre questa si risveglia e permetterle di tornare umana. Dopo sette anni anche lei affina la propria tecnica al punto di riuscire a schivare gli attacchi dei nemici mentre continua a controllare il cuore di Alisia. Purtroppo nel corso della prima missione il cui scopo era sconfiggere Riful, viene corrotta dai frammenti della fusione di Luisella e Raffaella e si risveglia. Insieme alla sorella divenuta un abissale, ingaggia uno scontro con Priscilla nel quale le due gemelle danno prova di una sincronia perfetta, ma ogni tentativo sarà comunque vano. Nonostante la possessione da parte della fusione tra Luisella e Raffaella, piangerà la morte di Alisia confermando il fallimento dell'organizzazione nel tentativo di annientare la personalità delle gemelle.

### Audrey
Audrey (オードリー?, Ōdorī) è la "Numero 3" dell'ultima generazione. La sua capacità peculiare è quella di riuscire ad assorbire l'energia dell'attacco nemico per poi rimandargliela contro; con la spada devia il colpo avversario, ne assorbe la forza e lo rispedisce al mittente. Riful battezzerà questa tecnica "Spada gentile". Ha un comportamento educato e rispettoso e combatte spesso in coppia con Rachel, insieme alla quale esegue alcune tecniche. Durante il tentativo di distruzione dell'organizzazione viene sconfitta insieme a tutte le altre guerriere da Miria, la quale affermerà in seguito che se Audrey avesse usato tutta la propria potenza sarebbe risultata un'avversaria difficile da battere.

### Miata
Miata (ミアータ?, Miāta) è la "Numero 4" dell'ultima generazione. Miata possiede la potenzialità di una numero 1; pur non utilizzando alcuna tecnica in particolare, possiede i cinque sensi molto sviluppati e riesce a prevedere le mosse dell'avversario semplicemente dal cambiamento che avverte nell'aria. Essendo mentalmente instabile, l'organizzazione le ha assegnato un numero d'ufficio e l'ha inizialmente ritenuta non utilizzabile; la situazione cambierà quando a Clarice verrà affidata la missione di prendersi cura di lei; Miata, ancora una bambina, inizierà a confonderla con la propria madre e a fidarsi ciecamente di lei. Con l'attacco alla città di Rabona da parte di Europa, Galatea utilizzerà su di lei la tecnica di condivisione dell'anima appresa da Alisia e Beth affidando il suo cuore a Clarice; tale azzardata operazione avrà successo grazie alla fiducia che intercorre tra Miata e Clarice e al fatto che Miata, essendo ancora una bambina, non si faccia distrarre da pensieri inutili. Dopo la sconfitta di Europa, Clarice, cancella i ricordi che Miata ha di lei e di conseguenza i disturbi mentali di cui soffriva, per evitare che perdesse il controllo per il dolore.
Riacquistata l'equilibrio mentale, Miata piange per la morte di Clarice senza capirne il motivo, saranno le sue compagne più grandi a raccontarle la verità.
Finita la guerra contro Priscilla, rimane a vivere nella cappella con padre Vincent insieme alle altre bambine novizie.

### Rachel
Rachel (レイチェル?, Reicheru) è la "Numero 5". È in grado di scagliare fendenti molto forti utilizzando la forza d'attrito del terreno a contatto con la spada. Fa spesso coppia con Audrey, insieme alla spada della quale riesca a caricare i propri colpi anche a distanza dal suolo. Riful chiamerà la tecnica "Spada forte". A differenza della compagna è d'indole irascibile e attaccabrighe; non accettando la sconfitta da parte di Miria, affermerà che seguirà le altre guerriere solo per assecondare la volontà di Audrey. Prenderà parte al primo scontro con Cassandra e alla battaglia di Rabona contro Europa.

### Renée
Lune (ルネ?, Rune) è la "Numero 6". Possiede un'ottima capacità di percezione dello yoki a lunga distanza, ed è pertanto utilizzata dall'Organizzazione come osservatrice. Verrà catturata da Riful con l'intento di risvegliare la coscienza della fusione di Raffaella e Luisella, nonostante la sua specialità non sia quella di sondare lo yoki in profondità. Rendendosi conto della presenza di uno yoki di una potenza incalcolabile all'interno della creatura, ingannerà Daf per provare a fuggire e non venire spazzata via dall'eventuale risveglio dell'essere. Riful, sentendosi presa in giro, interverrà personalmente per eliminare la guerriera, sebbene si renderà poi conto dei motivi dietro al comportamento di Renée.

### Anastasia
Anastasia (アナスタシア?, Anasutashia) è la "Numero 7"; soprannominata Anastasia l'alata, ha un originalissimo modo di combattere galleggiando a mezz'aria. La sua tecnica consiste nello spargere i propri capelli nell'area in cui avviene lo scontro, i quali, intrisi di yoki, fungono da piattaforma per lei e le compagne; solitamente gli yoma li distinguono quando è troppo tardi. Viene richiamata all'organizzazione dalle zone del nord insieme a Nike, Fina e Keira dopo la morte di Alisia e Beth; le guerriere verranno salvate dal gruppo di Denev e le altre, alle quali si uniranno in segno di riconoscenza e per il rancore serbato nei confronti dell'organizzazione dopo aver visto come hanno lasciato morire le guerriere nelle terre del nord sette anni prima. Il potere di Anastasia sarà la chiave di volta sia nello scontro con Hysteria sia nella battaglia contro Europa, la quale cercherà infatti di eliminarla per prima ritenendola la più pericolosa insieme a Raftela.

### Dietrich
Dietrich (ディートリヒ?, Dītorihi) è la "Numero 8" dell'organizzazione. È soprannominata Dietrich l'inseguitrice (追跡者ディートリヒ?, Tsuiseki-sha Dītorihi) perché è molto devota all'organizzazione e si sottomette a qualsiasi ordine le venga affidato. Ha un forte senso dell'onore che la porta a ripagare ogni debito che pensa di aver contratto; dopo essere stata salvata da Helen e Denev in uno scontro impari contro una risvegliata, si sdebiterà aiutando le guerriere a fuggire dalle divora-abisso, riportando un messaggio di Denev a Miria e successivamente salvando Yuma in uno scontro con i frammenti scagliati dalla fusione di Luisella e Raffaella. Prova gratitudine nei confronti dell'organizzazione per averla salvata da bambina dopo la distruzione della propria città, ma durante il tentativo di distruzione di Rabona da parte della stessa si renderà conto che in realtà l'organizzazione non aveva fatto altro che inviare risvegliati al suo paese natio perché gli abitanti non avevano pagato il compenso pattuito. Sarà quindi la prima guerriera in carica a passare al gruppo delle ribelli. Possiede una resistenza fisica superiore e una tecnica senza nome che consiste nel spiccare un salto e colpire il nemico con un potente fendente caricato dalla forza di gravità.

### Nina
Nina (ニーナ?, Nīna) è la "Numero 9". Viene inviata insieme a Clarice e altre due guerriere a Pieta sette anni dopo, quando da sfoggio della sua tecnica chiamata "Inseguimento dell'ombra"; la spada insegue il nemico e non si ferma finché non lo trafigge. Partecipa agli scontri contro Cassandra ed Europa insieme ad altre guerriere.

### Raftela
Raftela (ラフテラ Rafutera) è la "Numero 10". Fa la sua comparsa durante l'attacco di Miria all'organizzazione e viene qui spiegato che le guerriere non l'hanno mai saputo, ma il numero 10 viene affidato di generazione in generazione a una guerriera che rimane all'interno dell'organizzazione in possesso di un particolare talento da utilizzare contro le compagne per sedare eventuali tentativi di rivolta. Raftela non solo riesce a manipolare lo yoki degli avversari e alterarne i movimenti, come Galatea, ma è anche in grado di insinuarsi nella coscienza dell'avversario causandone allucinazioni e rendendolo inoffensivo. Nonostante inizialmente dia l'impressione di essere priva di personalità, Raftela si schiera dalla parte delle ribelli prima non comunicando il fatto che Miria sia sopravvissuta e poi alterando i movimenti di Cassandra e Roxanne rivelando infine che benché sembri priva di sentimenti è solo in realtà molto brava a nasconderli ammettendo apertamente agli uomini dell'organizzazione che essi sono caduti per non avere mai considerato le emozioni umane delle guerriere per averle trattate solo come oggetti.
Essendo il numero 10 affidato d'ufficio, si suppone che la potenzia di Raftela sia molto più elevata; sembra non avere limiti nel soggiogare l'avversario, guerriera o risvegliata che sia, tanto che anche Europa la troverà la guerriera più pericolosa insieme ad Anastasia. Conclusasi la vicenda di Teresa e Priscilla, Raftela ricompare insieme a Miria a Pieta per occuparsi degli yoma e dei risvegliati rimasti in circolazione.

### Clarice
Clarice (クラリス?, Kurarisu) è la "Numero 47" dell'ultima generazione. Spesso chiamata "difettosa" o "colorita" dalle altre guerriere a causa della sua trasformazione incompleta, che le ha lasciato i capelli scuri. Clarice è quindi molto inferiore alle sue compagne, con uno yoki molto debole che le dona minor forza e non le permette il controllo completo delle funzioni corporee (dà spesso prova di soffrire freddo e stanchezza). Il suo unico talento sembra essere proprio la capacità di celare il proprio yoki. Viene rivelato che la trasformazione incompleta si verifica quando la guerriera prima della mutazione non ha un particolare attaccamento alla vita, e che solitamente tali claymore vengono lasciate a sé stesse in attesa che superino il limite; esse, infatti, non riescono a sostenere il risveglio e si disgregano. Il fatto che Clarice venga utilizzata dall'organizzazione è la dimostrazione della grave crisi in cui essa versa dopo la perdita di quasi tutte le guerriere nella Guerra del Nord. Le viene affidato il compito di accudire Miata e con essa di stanare Galatea e sconfiggerla. Dopo lo scontro con Agata, deciderà di uscire dall'organizzazione e di nascondersi insieme a Miata a Rabona. Avrà un ruolo chiave nella battaglia contro Europa, utilizzando la tecnica di condivisione dell'anima insieme a Galatea per provocare il risveglio temporaneo di Miata; facendosi carico dei danni subiti dalla compagna, per mantenere Miata umana dovrà spingere il proprio yoki oltre il limite andando incontro al suo destino.
Prossima a spirare cancella i ricordi che Miata ha di lei per evitare che perda il controllo e impazzisca dal dolore, guarendola di seguito anche dai disturbi psichici che aveva.

## Membri direttivi dell'Organizzazione

### Rimuto
Rimuto (クリムト?, Kurimuto) è il capo del comitato direttivo dell'Organizzazione. Compare per la prima volta durante i rapporti sulla Guerra del Nord, seduto su uno scranno; ha il cranio solcato da due vene insolitamente grandi e grosse. È l'unico membro dell'organizzazione dopo la rivolta innescata da Miria. Si nasconderà nei sotterranei dove erano nascosti i resti di due discendenti dei draghi da cui veniva generata la carne degli Yoma. Rimuto si giustifica a Miria che tutto quello che facevano lo consideravano necessario per trovare al più presto una nuova arma bellica capace di contrastare i Discendenti dei draghi, spiegando quindi che il conflitto nell'altro continente è ancora aperto. Miria li accusa che le avevano addestrate per proteggere e difendere gli umani ma che al tempo stesso uccidevano umani infetti e che le leggi che avevano imposto di regola erano inutili messe solo come retroscena per salvare la apparenze. Rimuto infine viene decapitato da Miria mostrando infine la sua testa alle altre guerriere come dimostrazione che l'organizzazione è caduta.

### Orsay
Orsay (オルセー?, Orusē), inizialmente il "controllore" di Teresa, il suo nome deriva dal Museo d'Orsay. È un uomo calvo di mezza età; più tardi addestra Alisia e la porta sul luogo degli scontri contro i vari gruppi di risvegliati. Veste anch'egli di nero e ha la testa a forma d'uovo; partecipa inoltre agli incontri strategici dell'Organizzazione.

### Ermita
Ermita (エルミタ?, Erumita) è un membro dell'Organizzazione di pari grado con Louvre; si occupa anche lui del controllo e coordinazione delle guerriere Claymore, prima di Miria e successivamente di Galatea. È avvolto da capo a piedi in pesanti panneggi neri, da cui si intravedono appena gli occhi. Secondo quanto scritto per Luvr, il suo nome dovrebbe indicare il Museo dell'Ermitage di San Pietroburgo

### Rado
Rado (ラド?, Rado) compare nell'arco narrativo dei sette anni successivi alla grande battaglia svoltasi al Nord. Apparentemente Clarice, la nuova "Numero 47", prende ordini direttamente da lui. Secondo quanto scritto sopra, il suo nome indicherebbe il Museo del Prado.

### Dae
Dae (ダーエ?, Dāe) è lo scienziato a capo del "settore esperimenti". Responsabile della creazione degli Yoma, ha la parte sinistra della faccia ridotta a un teschio. Cattura Raki per capire come sia potuto accadere che il giovane non fosse rimasto infettato dal risveglio di Raffaella e Luisella. Col braccio di Priscilla di cui viene in possesso, scoprendo questo d'aver grandi potenzialità, chiede il permesso a Rimuto per voler concludere un esperimento segreto: creare Cassandra, Roxanne e Hysteria.

## Esseri Risvegliati

### I Tre dell'Abisso
I Tre dell'Abisso (深淵の者?, Shinen no mono) sono un gruppo di potenti risvegliati, soprannominati anche "Le Tre Forze". Nella storia dell'Organizzazione accadde per ben tre volte che il Numero 1, ovvero il guerriero più potente dei quarantasette presenti, rilasciasse tutti i suoi poteri trasformandosi in un risvegliato. I tre, un uomo e due donne, si spartirono il mondo che non era sotto il controllo dei loro ex datori di lavoro, ritirandosi così nei rispettivi regni, situati a Nord, Sud e Ovest. Secondo le informazioni delle Claymore, i tre evitarono lo scontro conoscendo bene l'uno la forza dell'altro, ma a detta di Riful, una dei risvegliati, non vi era mai stato scontro diretto semplicemente perché le loro terre non erano confinanti.

#### Riful
Riful (リフル?, Rifuru), detta anche "Riful dell'Ovest", è una dei Tre dell'Abisso. È stata la prima numero uno donna a risvegliarsi nella storia dell'Organizzazione, diventando il secondo membro del trio. La si vede per la prima volta nel volume 8 e nell'episodio 15, mentre tortura a morte varie Claymore per ottenere risvegliate da usare nel suo esercito; spiegherà in seguito di voler preparare un'armata in vista delle mire espansionistiche di Easlay. Una coalizione di Claire, Galatea e Jean sconfigge il suo compagno Duff, che lei stessa salva da morte certa. In seguito alla dimostrazione del talento delle tre Claymore, Riful decide di lasciarle andare, premiandole per il loro coraggio e rivelando a Claire l'identità dell'abissale Easley, a capo delle terre del Nord. Al termine della guerra del Nord, Riful cerca di approfittare delle condizioni di Easley dopo il combattimento con Luisella per poterlo eliminare facilmente. In seguito decide di ritirarsi, trovando al fianco di Easley un'avversaria ancora più temibile, ovvero Priscilla. Sette anni dopo la guerra del Nord, Riful troverà le sorelle Raffaella e Luisella fuse insieme in una sorta di crisalide e le risveglierà dando vita al distruttore, dal quale verrà ferita, per poi essere uccisa da Priscilla; tuttavia, dalla sua parte inferiore si rigenererà diventando un essere molto più forte di un abissale ma che dopo una lunga lotta con Priscilla verrà di nuovo uccisa da quest'ultima.
Risvegliata, Riful possiede un'enorme figura femminile interamente costituita da fasce scomponibili e tentacoli, che la rendono immune alla maggior parte dei colpi d'arma da taglio. Probabilmente per comodità mantiene spesso e volentieri la sua forma umana: in questo stato sembra una ragazzina innocua. Riful è molto più scaltra di quanto voglia far credere ed è l'unica ad aver intuito il pericolo che rappresentano Easley e Priscilla uniti. Per questo è continuamente a caccia di guerriere capaci, di cui cerca di indurre il risveglio con ogni possibile tortura.
È doppiata in giapponese da Nana Mizuki e in italiano da Loredana Foresta.

#### Easley
Easley (イースレイ?, Īsurei) e l'ex numero uno della prima generazione di Claymore e tra i più potenti risvegliati esistenti, secondo solo a Priscilla. Fa parte dei Tre dell'Abisso con il soprannome di "Easley del Nord". In forma umana ha l'aspetto di un giovane snello dai lunghi capelli chiari e, caso unico tra i risvegliati, gira sempre armato; lo si vede spesso esercitarsi con la spada, con cui dimostra un'abilità eccezionale. La sua vera forma è un gigantesco centauro corazzato in grado di trasformare le sue braccia in qualsiasi tipo di arma: formando un arco può anche lanciare enormi dardi creati dalla sua stessa carne, di cui è in grado di controllare mentalmente la traiettoria. Easley è molto cordiale e affabile e non perde mai il suo sorriso aperto.
Nella sua epoca prossima a finire, Easlay superò il risveglio per propria iniziativa con l'intento di andare a caccia degli ex guerrieri maschi che avevano superato il limite, sentendola una sua responsabilità. Nel volume 10 e nell'episodio 19, nel corso dei suoi spostamenti, Easley incontra per caso Priscilla e finisce per scontrarsi con lei. Resosi conto dell'enorme potere dell'avversaria (superiore persino al suo) e della sua instabilità mentale, la prende sotto la sua protezione e mette in atto un piano per espandere il suo territorio e sbarazzarsi degli altri risvegliati dell'abisso, ammassando un grande esercito di 31 risvegliati. Durante la campagna delle Claymore al Nord, incontra Raki e gli insegna alcune tecniche di spada, per poi incoraggiarlo a proseguire nei suoi allenamenti.
Dopo la guerra a Pieta, con le Claymore lì presenti ormai quasi annientate, Easlay si dirige alla volta delle terre del Sud, affrontando apertamente l'abissale che ne è a comando, Luisella. Seppur affrontando un combattimento assai sleale da parte dell'avversaria, riesce a sconfiggerla, costringendola alla fuga. In seguito, ormai debole e vulnerabile per via delle energie spese in combattimento, si trova di fronte Riful, pronta ad approfittare della situazione. La presenza di Priscilla induce però quest'ultima alla ritirata, salvando così le sorti del Re argenteo del Nord. Dopo i sette anni Easlay viene attaccato da un esercito di Divoratori di Abissali create appositamente per ucciderlo e dopo un duro scontro verrà divorato da esse.
È doppiato in giapponese da Kōji Yusa e in italiano da Davide Albano.

#### Luisella
Luisella (ルシエラ?, Rushiera) è un'ex numero uno e ultima dei Tre dell'Abisso a risvegliarsi; appare per la prima volta nel volume 11. Essa è il risultato di un ambizioso esperimento dell'Organizzazione, il quale prevedeva di sfruttare il legame empatico tra due sorelle così da permettere a una di loro (Luisella) di risvegliarsi mentre l'altra (Raffaella) manteneva il lato umano di entrambe. Il risultato fu catastrofico: Raffaella non riuscì a mantenere il legame e Luisella si risvegliò, massacrando le guerriere presenti e danneggiando gravemente la base dell'Organizzazione. Per quanto l'esperimento fosse risultato fallito gettò le basi per la messa a punto di Alisia la Nera, l'attuale numero uno. La sua forma da risvegliata ricorda un gigantesco felide umanoide con due paia di fauci e due code; può far spuntare da ogni parte del corpo bocche zannute in grado di masticare e divorare qualsiasi cosa.
Durante la guerra fatta scatenare da Easlay, Luisella si confronta con il signore del Nord, rimanendo gravemente ferita nella battaglia.
Nella sua fuga incontra nuovamente sua sorella. Dopo essere stata pregata perché l'aiutasse, Raffaella concentra il suo yoki per fondersi mentalmente e fisicamente con la sorella, creando così una specie di crisalide nella quale sarebbero state imprigionate per sempre. Dopo che Riful le risveglia, si trasformano nel distruttore.

### Chronos
Chronos (クロノス?, Kuronosu) è l'ex guerriero Numero 4 della generazione di Easlay. della categoria dei primi cinque guerrieri è l'ultimo prima di Easlay, Daf e Riccardo a passare il limite e a risvegliarsi. I motivi sono ignoti. Si ripresenta neutrale a Rabona insieme Lars per osservare il risveglio di Priscilla.

### Lars
Lars (ラーズ?, Rāzu) è l'ex guerriero Numero 6 della generazione di Easlay. Si presenta insieme a Chronos a Rabona per osservare Priscilla.

### Duff
Duff (ダフ?, Dafu) è l'ex Numero 3 dell'Organizzazione, compagno e sottoposto di Riful. Nella sua forma da risvegliato è gigantesco: ha la pelle dura come ferro e può creare dal suo corpo bastoni di carne indurita, che è in grado anche di scagliare come dardi. Incredibilmente forte e resistente è però ottuso e si lamenta in continuazione. Riful ammette candidamente che Duff è un "povero fesso", ma è affezionata a lui, sapendo che è l'unico in grado di prenderla tra le braccia e sopravvivere.
È doppiato in giapponese da Kenji Hamada e in italiano da Pietro Ubaldi.

### Riccardo
Riccardo (リガルド?, Rigarudo), detto anche il Re leone dagli occhi d'argento (銀眼の獅子王?, Gin me no shishiō), è l'ex numero due dell'Organizzazione. La sua forma risvegliata è un uomo-leone di dimensioni quasi umane e dai movimenti fulminei (la sua tecnica assomiglia a quella di Miria, ma resiste molto più a lungo); può allungare i suoi artigli in ogni direzione, così rapidamente da uccidere quattro guerriere in pochi istanti. È il fedele secondo in comando di Easley, subentrato al suo servizio dopo esser stato battuto in duello da quest'ultimo, anche se prende questa situazione molto più sul serio di quanto non faccia Easley stesso. Rifiuta di farsi chiamare Re leone dagli occhi d'argento perché non ha più affrontato un avversario degno di lui dopo Easlay. Verrà ucciso nella città di Pieta durante il massacro delle Claymore, da una Claire quasi completamente risvegliata. La sua forma umana è quella di un giovane dai capelli scuri, che mantiene gli occhi d'argento. Nell'anime nell'affrontare Claire che si è semi-risvegliata sentirà il suo sangue ribollirgli dall'eccitazione, e si autoriproclama col suo soprannome il Re leone dagli occhi d'argento e affronterà Claire al massimo delle sue forze. In un flashback viene rivelato che Riccardo in passato si era battuto anche con Priscilla, finendo però surclassato; solo l'intervento di Easley aveva salvato il Re leone.
È doppiato in giapponese da Kappei Yamaguchi e in italiano da Simone D'Andrea.

### Agatha
Agatha (アガサ?, Agasa) è l'ex Numero 2; compare sette anni dopo la Guerra del Nord nella città sacra di Rabona. È riuscita per anni a celare la sua presenza, ma non alla disertrice Galatea, che ha attirato in città alcune guerriere per poterla uccidere. Agatha mantiene il suo corpo umano anche nella sua forma risvegliata, unito per i capelli a una gigantesca piattaforma corazzata con otto zampe; da essa può far spuntare tentacoli affilati che si estendono per decine di metri. Ama tenere il corpo umano sdraiato voluttuosamente sulla piattaforma, lasciandosi bagnare dal sangue degli umani stritolati dai tentacoli, da cui il suo soprannome Agatha dal sangue freddo (鮮血のアガサ?, Senketsu no Agasa). Anche se non è detto esplicitamente, è probabile che fosse una guerriera da difesa: le capacità di rigenerarsi rapidamente e di spostare i suoi organi vitali in qualsiasi parte del corpo sembra provarlo. Agatha riesce a tener testa facilmente a Galatea, Miata e Claris contemporaneamente e nemmeno la milizia cittadina riesce ad aiutare le tre: solo l'arrivo delle sette guerriere del Nord (Claire, Miria, Deneve, Helen, Cynthia, Tabitha e Yuma) riesce a capovolgere la situazione. Agatha, seriamente danneggiata, tenta il tutto per tutto trasformandosi in un'enorme figura umana composta da tentacoli, ma la superiore percezione di Cinzia e Galatea guida le compagne verso i suoi punti vitali, uccidendo così la crudele risvegliata.

### Rosemary
Rosemary (ローズマリー?, Rōzumarī) era la Numero 1 dell'Organizzazione prima dell'arrivo di Teresa. Partecipò al massacro della collina di Rock Well. A quel tempo era la N. 4 probabilmente si guadagnò il titolo di N. 1 per avere sconfitto Histerya l'elegante, la N. 1 di allora. Ma non passò molto tempo che Teresa prese il suo posto. Divorata dalla gelosia e dall'ira per essere stata declassata, oltrepassò il proprio limite risvegliandosi. La sua forza era sicuramente pari a quella degli altri abissali. Ha l'aspetto di un mostro bipede con quattro zampe come piedi e tre bocce, una situata sopra la testa e le altre due sulle ginocchia. Invia la cartella nera a Teresa per tenderle una trappola e così vendicarsi della posizione sottratta. Per sua grande sorpresa, Teresa per nulla preoccupata della propria sorte, le strappa via un braccio con enorme semplicità facendo semplicemente forza con la mano sinistra, e liberando una piccolissima parte di Yoki trancia Rosemary in pezzi uccidendola all'istante. Al ritorno riferisce false informazioni all'uomo dell'Organizzazione dicendo di averla sconfitta prima che si risvegliasse.

### Le tre numero uno riportate in vita

#### Hysteria
Quand'era viva Hysteria (ヒステリア?, Hisuteria) era, fra tutte, la guerriera con la tecnica di combattimento più elegante che fosse mai esistita — e pertanto conosciuta col nome di Hysteria dell'eleganza (流麗のヒステリア?, Ryūrei no Hisuteria) — ma anche colei a cui capitò la morte più terribile. La sua tecnica è simile al miraggio di Miria, ma molto più potente, permettendole di passare attraverso l'avversaria come un riflesso di luce e attaccarlo poi infliggendogli danni enormi. Durante lo scontro con Miria, Hysteria ammette che odia particolarmente chi la ignora; è responsabile del massacro delle guerriere avvenuto nella collina di Rockwell Hill. Prossima al suo limite l'Organizzazione ne ordinò l'epurazione, ma ella si ribellò all'esecuzione puntando la spada contro le sue stesse compagne; nel combattimento che ne seguì il massacro fu enorme, contando decine di guerriere cadute sotto i suoi micidiali colpi. Venne sconfitta da Rosemary che a quel tempo era la "Numero 4"; Histerya tuttavia spiegherà a Miria che fu un'altra guerriera a infliggerle il colpo che la ferì a morte. Viene descritta come una guerriera molto giovane che aveva ricevuto da poco un numero a una sola cifra e che fra tutte le guerriere che si trovavano lì solo lei in mezzo al terrore e alla disperazione sorrideva, facendo intuire un probabile rapporto con Teresa.

#### Cassandra
Cassandra (カサンドラ?, Kasandora) è una Claymore che nel suo tempo era considerata dalle altre guerriere come una dea, per il fatto che quando c'era da combattere i risvegliati li affrontava da sola ordinando che nessuno la seguisse durante le sue cacce e al ritorno dalle battaglie risultava sempre illesa; dato che nessuno sapeva come facesse realmente a uccidere i risvegliati, non assistendo ad alcuno dei suoi combattimenti, risultava oltretutto impossibile darle un soprannome. Roxanne tuttavia, a quel tempo la "Numero 2" e già ammirata per le sue grandi capacità, riuscì a seguirla sopprimendo lo Yoki e assistette così ai suoi combattimenti: la soprannominò Cassandra la mangia polvere (塵食いのカサンドラ?, Chiri-gui no Kasandora). La tecnica di Cassandra consiste difatti nel fare oscillare la propria testa come un pendolo per poi attaccare utilizzando la forza centrifuga così prodotta, poi striscia sul terreno come un serpente colpendo l'avversario. Tuttavia vedendola ella stessa come una tecnica orribile e non appropriata a una guerriera valorosa, rifiutò di mostrarla alle altre compagne, soprattutto perché quelle che assistettero furono prese dal terrore. Durante una delle sue frequenti cacce ai risvegliati, Cassandra si imbatte in un gruppo di guerriere di grado inferiore in difficoltà; intervenne riuscendo a salvare una sola superstite di grado 35. Ma Cassandra provò ribrezzo per sé stessa per aver mostrato la sua tecnica a una compagna. Tuttavia la numero 35 l'abbracciò ringraziandola infinitamente per averla salvata. Da quel momento la numero 35 la cercò sempre, noncurante del divario di gerarchia esistente tra loro. Anche se all'inizio Cassandra fu diffidente alla fine divennero grandi amiche.
Un giorno fu incaricata di partecipare a una caccia ai risvegliati insieme alla "Numero 2" Roxanne. Cassandra fu subito presa da un brutto presentimento, si augurò che tutto andasse bene e che lei ritornasse salva. Le sue paure tuttavia furono fondate. Raccontarono che il risvegliato l'aveva presa di mira giocando con lei facendola a pezzi. Fu la prima volta in cui Roxanne non portò a termine una missione. La cosa che non convinse Cassandra fu il fatto che tutta la squadra di Roxanne rientrò senza riportare danni. Pochi giorni dopo Cassandra si ripresentò all'organizzazione e sotto lo sguardo impaurito delle sue compagne mostrò la testa del risvegliato che non aveva ucciso. Cassandra incolpò Roxanne che quel risvegliato era estremamente debole e che una N. 2 come lei non poteva non essere in grado di batterlo comprendendo che Roxanne era rimasta ferma a guardare l'amica di Cassandra che veniva fatta a pezzi dal risvegliato. Roxanne prende in giro Cassandra canzonandola. Cassandra perse il controllo e accecata dall'odio scatenò la sua tecnica mirando a uccidere Roxanne. Roxanne tese una trappola a Cassandra informando falsamente i capi che voleva ribellarsi e tutte le guerriere lì presenti per la piega che la situazione aveva preso si buttarono su Cassandra facendola a pezzi. Cassandra continuò a mirare a Roxanne nonostante i colpi, ma venne fermata da Roxanne che la colpi con l'elsa della spada. Dae, durante il processo di resurrezione, afferma che le ferite e i tagli sul corpo di Cassandra erano centoventisei; nonostante ciò passarono diverse ore prima che Cassandra spirasse. Ricordando questi ultimi avvenimenti dopo essere stata resuscitata accecata dall'odio verso Roxanne per avere perso la sua amica si scatena ed è la prima a risvegliarsi.

#### Roxanne
Roxanne (ロクサーヌ?, Rokusānu), conosciuta come Roxanne dell'amore e dell'odio (愛憎のロクサーヌ?, Aizō no Rokusānu), è specializzata nell'acquisire le tecniche altrui e affinarle per i propri scopi. Il primo grado che le fu assegnato a Roxanne fu il 35. Durante una caccia ai risvegliati come capo squadra la N. 5 Elizabeth fece la conoscenza di Uranus. Nonostante il suo rango di N. 31 aveva una grande esperienza nei risvegliati grazie alla sua tecnica che consisteva nel utilizzare ogni parte dalla spada per compensare la scarsa rapidità. Le altre guerriere la trovarono una tecnica patetica, solo Roxanne la considerò come qualcosa di prezioso. Da quel momento Roxanne cominciò a imitare il suo stile di combattimento soprannominato "spade del male". Ma non passo molto tempo che Roxanne superò Uranus, riguardando quella tecnica Roxanne la trovò patetica.
In seguito conobbe Nadine, la N. 9; Roxanne l'ammirò per la sua capacità di combattere senza un occhio, avendolo perso prima di entrare nell'Organizzazione. In quello stesso giorno Roxanne perse l'occhio sinistro. Nadine in quel momento ebbe una strana sensazione al riguardo, ma vedendo una guerriera che mostrava uno stile di combattimento simile al suo, la prese in simpatia, cominciarono così insieme una serie di cacce ai risvegliati. Nadine morì poco dopo che Roxanne fu sul punto di superarla. Il motivo era stato un risvegliato piuttosto debole. Le altre compagne si chiesero come fosse possibile che Nadine fosse stata sconfitta da un risvegliato tanto debole. In quello stesso momento Roxanne riacquistò l'occhio perso. Quando salì di grado ottenendo il N. 11 le altre guerriere cominciarono ad avere paura di lei. Infine Roxanne poco dopo superò Elizabeth la sua precedente capo squadra che morì poco dopo che lei le rubò la sua tecnica di spada. Giunta infine al N. 5 venne ossessionata dalla N. 1 di allora, Cassandra, che nemmeno la N. 2 poteva reggere il confronto con lei e, seguitala di nascosto durante una caccia ai risvegliati grazie alla sua capacità di celare la propria presenza, scoprì infine la sua tecnica di combattimento. Non è saputo il motivo della morte di Roxanne prima della sua resurrezione. A differenza delle altre risorte rammenta perfettamente cosa le accadde quando era ancora in vita. Dopo il risveglio di Cassandra è mutilata da quest'ultima spinta dall'odio nei suoi riguardi, e dalla fame. Privata di tutti gli arti, anche Roxanne alla fine si risveglia. La sua forma di risvegliata è di un essere umanoide gigante con otto braccia molto lunghe munite con decine di lame da lancio.Roxanne cerca di divorare le guerriere, ma è fermata da Cassandra, che afferma che tutto il cibo lì, gli appartiene, commettano sprezzante a Roxanne che lei è solo uno scarto di numero 2, la sconfitta di Cassandra in passato, fu dovuto da Roxanne e le altre guerriere, Roxanne da sola non ce l'avrebbe mai fatta a prevalere. Le due risvegliate iniziano combattere. Roxanne scaglia le sue lame contro Cassandra, il quale riesce a schivarle senza alcuna difficoltà, affermando che quando le avrà esaurite, sarà la sua disfatta. Roxanne, nonostante ciò continua con i suoi attacchi, non riuscendo a prevalere. Esaurite le lame, Cassandra infine, la trafigge con le sue teste, affermando che il grosso difetto di Roxanne è stata la mancanza di determinazione nel loro scontro, e che questo rappresenta l'enorme divario fra di loro. Cassandra afferma che per via di questo, Roxanne, rimane una numero 2. Viene infine divorata dalle teste idra di Cassandra, vendicando così anche la sua vecchia amica che Roxanne fece uccidere. Prima di essere riportata in vita, gli uomini dell'organizzazione accennano come Roxanne fosse stata una numero 1 alquanto problematica.

### Risvegliati senza nome
- Il primo a comparire nella serie è il risvegliato maschio a sei braccia che viene affrontato dal gruppo composto da Miria, Helen, Deneve e Claire. Si scopre infine che non si tratta effettivamente di un guerriero maschio che ha superato il limite, ma di un umano che è stato trasformato volontariamente dall'organizzazione per eliminare le guerriere inutili, dando loro false informazioni.
- Il secondo è la risvegliata che compare nell'episodio con Ofelia.
- Nell'arco narrativo in cui compare Easlay, i risvegliati sotto il suo comando compiono attacchi in massa.
- I Divoratori di Abissali (深淵喰い?, Shin'en gui) sono 11 esseri mostruosi in sembianze femminili creati a partire da 11 Risvegliati che avevano attaccato la sede dell'Organizzazione al termine della Campagna del Nord, con lo scopo principale di dare la caccia alle tre Creature dell'Abisso. Non possiedono alcuna traccia di umanità, hanno occhi e bocca cuciti per acuire il senso dell'olfatto, senso su cui basano il loro movimento, reagiscono a chiunque tenta di colpirle anche se non è il loro obiettivo, quando devono seguire un obiettivo, gli viene dato un brandello della preda che devono cacciare seguendola con l'olfatto. Possiedono un fattore rigenerativo impressionante in grado di ricomporle completamente in pochi secondi a patto che la testa resti integra, nonostante questa loro abilità, sono state create in modo da non emanare yoki. Si muovono in gruppi da dieci e le loro menti sono collegate in modo da potersi sincronizzare e proteggere la propria testa, il loro unico punto debole. Apprendono rapidamente lo stile di combattimento avversario in modo da adattarsi rapidamente alla battaglia, nel caso più della metà venga distrutta le restanti si ritirano per unirsi alle nuove per trasmettere l'esperienza ricevuta per riprendere velocemente la battaglia. Non utilizzano armi né armature, il loro unico modo di combattere è quello di raggiungere i punti ciechi dell'avversario e di fatto cominciare a divorarlo.

## Discendenti dei dragoni
Gli Asarakam o Discendenti dei dragoni (龍の末裔?, Ryū no matsuei) vengono nominati per la prima volta da Miria nella città di Rabona nel volume 15 seguito da un breve flashback. Si sa poco riguardo a questi esseri salvo che costituiscono i nemici naturali dei risvegliati. Questi esseri non umani "dalla pelle molto spessa" vennero schierati in una guerra combattuta cent'anni prima dell'inizio della storia. Per contrastare la loro minaccia l'esercito dell'Organizzazione fece una corsa agli armamenti e creò in breve l'arma capace di trasformare gli umani in risvegliati. Si scopre infine che l'Organizzazione è riuscita a catturare e tenere imprigionati due discendenti dei draghi nelle loro fondamenta e che mantengono in vita collegate a dei tubi. Gli uomini dell'organizzazione si servono della loro carne per generare gli Yoma e le Claymore.
I due discendenti dei draghi mostrati sono sensibilmente diversi: il primo ha grandezze umanoidi seppur più alto di un umano; raggiunge i due metri e possiede tre occhi. Il volto è allungato con delle corna che spuntano dai lati della testa, facendolo assomigliare a un drago. Nonostante il loro aspetto, essi sono ermafroditi. Il secondo è estremamente più grande, delle dimensioni di un risvegliato normale e la testa allungata. Rimuto spiega che quella è la loro forma finale. La cosa che hanno in comune con i normali risvegliati è che una volta trasformati in quel modo non possono tornare alla loro forma umanoide. Non sembrano risentire degli effetti della vecchiaia e ogni volta che sopravvivono a una battaglia diventano sempre più forti.
Rimuto spiega infine che il conflitto nell'altro continente è ancora aperto.

## Esseri umani

### Padre Vincent
Vincent (ヴィンセント?, Vinsento) è un sacerdote incaricato dell'amministrazione interna della Cattedrale di Rawona, un uomo calvo di mezza età vestito di paramenti sacri e che indossa una catena d'oro con una croce al collo.

### Gark
Gark (ガーク?, Gāku) è uno dei comandanti dell truppe di Rabona. È un uomo alto e muscoloso coi capelli corti e solitamente indossa una corazza.
È doppiato in giapponese da Kazuma Horie e in italiano da Lorenzo Scattorin.

### Sid
Sid è una giovane guardia della città santa di Rabona e collega di Gark. Segue in modo ferreo le leggi della città che vietano l'accesso a qualsiasi creatura, non umana. Soprattutto le Claymore che disprezza inizialmente, considerandole solo vili mostri. Rimane affascinato dalla bellezza di Claire, benché non sappia che sia in realtà una claymore. Viene subito preso in antipatia da Raki che lo aggredisce furente per come disprezzi Claire. Vedere l'altruismo di Claire e di come Raki le sia affezionato, fa comprendere a Sid i suoi sbagli.
Conoscendo in seguito le altre Claymore, dopo i sette anni passati, prende in simpatia Helen, in quanto entrambi hanno caratteri simili.
È doppiato in giapponese da Hiroyuki Yoshino e in italiano da Gabriele Marchingiglio.

### Zaki
Zaki (ザキ?) è il fratello maggiore di Raki.
È doppiato in giapponese da Akira Ishida e in italiano da Paolo De Santis.